# Педро де Валдивия
Педро де Валдивия (на испански: Pedro de Valdivia) е испански конкистадор, изследовател на Южна Америка.

## Биография
Роден е на 17 април 1497 или 1500 година в град Вилануева де ла Серена, провинция Бадахос, автономна област Естремадура, Испания, в семейство на идалго. През 1520 – 1521 г. воюва в армията на Карл V във Фландрия, а след това до 1525 г. – в Италия, като участва в битката при Павия и атаката срещу Рим.
След европейските войни заминава за Южна Америка, където е активен участник в завоевателните походи на Франсиско Писаро в Перу (1532 – 1536) и на Диего де Алмагро в Чили (1535 – 1537). През 1535 за кратко се появява и на територията на днешна Венецуела, където също взема участие в няколко похода.
На 28 януари 1540 г. Валдивия е назначен за първи губернатор на Чили и заема този пост до 1553 г. с малко прекъсване през 1548 г. Същия месец (януари 1540), с подкрепата на Франсиско Писаро, Валдивия организира отряд от 150 испанци и 1000 индианци-носачи и тръгва да завладява Чили. Пресича надлъжно пустинята Атакама (преходът и днес се смята за много труден), стига до плодородна местност, където на 12 февруари 1541 г. полага основите на град Сантяго де Чиле, сегашната столица на Чили. Скоро след това градът е завладян и опожарен от индианците, гарнизонът от 50 испанци е избит, но скоро е възстановен от Валдивия след завръщането му от поредния поход.
През 1544 г. Валдивия основава градовете Ла Серена и Валпараисо и през същата и следващата година достига на юг до река Био Био (37° ю.ш.)
През 1545 г. е отзован в Перу за потушаване на бунта на Гонсало Писаро, след което отново се завръща в Чили, продължава завоюването на страната, основаването на нови градове – Консепсион (5 октомври 1550), Империал (1551), Валдивия (февруари 1552) и др., и войната със свободолюбивия индиански народ араукани, населяващи южната част на Чили.
В началото на 1550-те години войната с арауканите все повече се изостря. Никога дотогава испанците не са срещали такава ожесточена съпротива от индианските племена в Америка. През декември 1553 г., в битка при селището Тукапел, Валдивия е пленен от арауканския вожд Лаутаро и е убит на 24 декември 1553 или 1 януари 1554 г.

## Памет
Неговото име носят:
- Валдивия – град (39°48′ ю. ш. 73°14′ з. д. / 39.8° ю. ш. 73.233333° з. д.) в Чили, административен център на провинция Валдивия;
- Валдивия – провинция в Чили с административен център град Валдивия;
- Валдивия – река в Чили, в устието на която е разположен град Валдивия.